# Kobingo

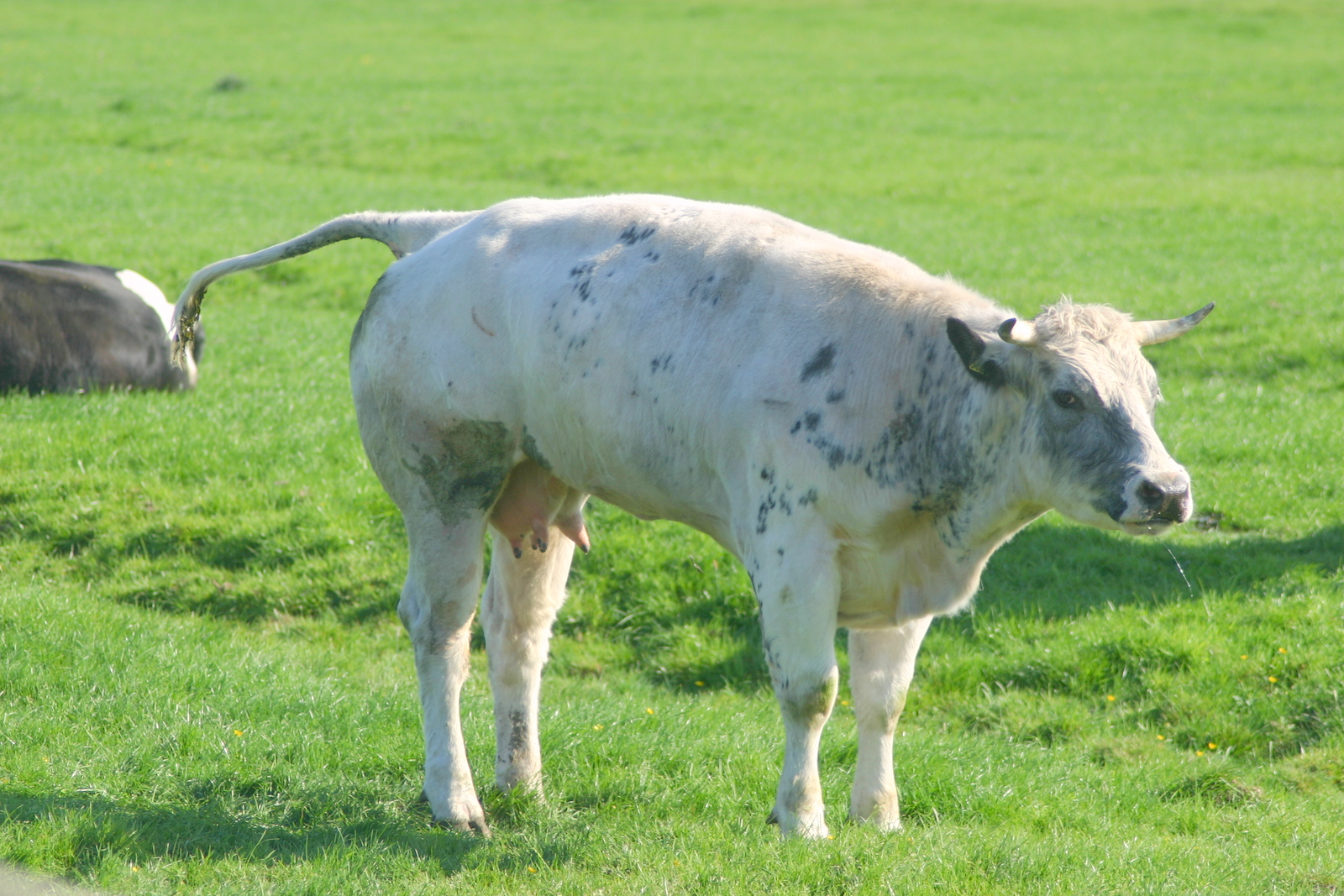
En ko på väg att uträtta sina behov.

Kobingo är en sport eller spel som ibland spelas på marknader och liknande evenemang. Spelplanen består av en åker eller annat gräsfält som indelas i rutor som spelarna sedan satsar pengar på. Därefter släpps en ko in på spelplanen. Kon får sedan gå där och beta. Så småningom kommer betandet, tiden och kons tarmrörelser att resultera i en komocka. Vinnare av omgången blir den person som satsat pengar på just den ruta, där mockan hamnar.
Spelet går ut på att i förväg gissa vilken ruta det blir. Med fördel kan man spana in rutorna i förväg och se efter i vilken ruta det frodigaste och grönaste gräset växer, och hoppas att kon står där tillräckligt länge. Det är dock förbjudet att skrämma eller på annat sätt påverka kon.
Med fördel används en så kallad sinko, det vill säga en ko som slutat ge mjölk och går och väntar på nästa kalv. En sinko äter inte lika mycket som mjölkgivande kor, och har en motsvarande sänkt tarmaktivitet, varvid spänningen och underhållningen varar längre på det sättet.